# Космонавтика Франции
Космонавтика Франции — космическая программа и космическая индустрия  Франции.
Франция, со своей ракетой-носитель «Ариан», занимает лидирующие позиции среди стран Евросоюза.
Франция входит в Международную астронавтическую федерацию (которая базируется в Париже).

## Организации и предприятия
Национальный центр космических исследований (CNES) — французское космическое агентство. Основано в 1961 году. Штаб-квартира в Париже.
Ассоциация авиации и космонавтики Франции (Association Аеrоnautique et Astronautique de France) — основана в 1927 г. в результате слияния Ассоциации французских инженеров и техников в области авиации и космонавтики (Association Francaise des Ingеnieurs et Techniciens de I'Aеronautique et de I'Espace), существовавшей с 1945, и французского астронавтического общества (Societe Francaise d'Astronautique), основанного в 1955. Имеет технические секции по аэродинамике, материаловедению, силовым установкам, летательным аппаратам авиации общего назначения и др. Организует проведение международных симпозиумов, ежегодных научных чтений памяти Л. Блерио и О. Лилиенталя, коллоквиумов по аэродинамике и авиационной акустике и т. д. Издаёт ежемесячный научно-технический журнал «L'Aeronautique et I'Astronautique».
- Airbus Group (EADS) — крупнейшая европейская корпорация аэрокосмической промышленности.
- Arianespace (Арианэспас СА, или в английском произношении «Арианспейс») — основанная в 1980 году французская компания, которая является первой компанией, предоставляющей услуги по космическим запускам на коммерческой основе.

Snecma (акр. Национальное общество по разработке и конструированию авиационных моторов) — французская компания, один из мировых лидеров среди аэрокосмических корпораций по разработке и производству авиационных двигателей.

## Инфраструктура
Космодром Куру (оф. Гвианский космический центр), расположен почти на экваторе. Первый запуск был осуществлен 9 апреля 1968 года.
Кроме того, используется для запуска исследовательских ракет база в Ландах и Средиземноморский испытательный центр. Также имеется в наличии передвижная база, которая может использоваться в различных местах земного шара, к примеру на острове Кергелен.
В Эр-сюр-Адуре, на юго-западе Франции, имеется минибаза с оборудованием для подготовки и запуска стратосферных аэростатов с научной аппаратурой.
Хаммагир — бывший французский ракетный испытательный центр, космодром в алжирской части пустыни Сахара.

## Техника
- Ариан (ракеты)
- Диамант (ракета-носитель)

## Пилотируемая космонавтика
Первый гражданин Франции, совершивший полёт в космос (на советском КК «Союз Т-6», к орбитальной станции «Салют-7») в июне 1982 г. — Жан-Лу Кретье́н. Франция стала двенадцатой страной, гражданин которой совершил космический полёт. Во время второго полёта (на станцию «Мир»), в декабре 1988 года Жан-Лу Кретьен выполнил выход в открытый космос.
Впоследствии французы летали на советских, российских и американских космических аппаратах.
Самый длительный космический полёт среди французских космонавтов (188 суток 20 часов 16 минут) совершил Жан-Пьер Эньере, который в феврале—августе 1999 г. провел более полугода на космической станции «Мир». Это был самый длительный космический полёт для космонавтов не из СССР (России) или США.
Всего, девять французских космонавтов совершили 17 космических полётов: из них 8 на космических кораблях России либо СССР и 9 на американских шаттлах.
Среди французских космонавтов есть одна женщина: Клоди Андре-Деэ (супруга Жан-Пьера Эньере), которая совершила два космических полёта на российских кораблях «Союз ТМ-24» и «Союз ТМ-33».
см. Категория:Космонавты Франции

## История
18 октября 1963 года, в 07:09 GMT, с французского полигона Хаммагир была запущена геофизическая ракета Veronique («VERnon électrONIQUE»)  с кошкой Фелисетт на борту, которая совершила суборбитальный полёт, поднявшись на высоту 157 км. До настоящего момента (2013 год) это единственный успешный пуск кошки в космическое пространство.
Среди документов, подписанных во время визита президента страны, генерала де Голля, в СССР в 1966 году, особое место занимает межправительственное соглашение о сотрудничестве в освоении и изучении космоса в мирных целях от 30 июня 1966 года. Правительства обоих государств договорились о подготовке и осуществлении программы двустороннего сотрудничества и об оказании в этих целях поддержки и помощи заинтересованным организациям обеих стран.
Соглашением было решено осуществлять сотрудничество в следующих областях:
- изучение космического пространства, включая запуск Советским Союзом французского спутника;
- космическая метеорология с использованием новейшей аппаратуры;
- изучение космической связи через искусственные спутники Земли;
- передача друг другу научной информации, обмен стажерами и научными делегациями, организация конференций и симпозиумов.

По взаимной договоренности сотрудничество может быть распространено и на другие области, и, в частности, одной из них стала впоследствии космическая биология и медицина.
Как подчеркивалось в Соглашении, научные сведения, полученные в совместных экспериментах, должны быть доступны обеим сторонам и передаваться в приемлемые сроки. Право первой публикации закреплялось за авторами эксперимента. Организация практической работы по осуществлению Соглашения была возложена на Совет «Интеркосмос» при Академии наук СССР и французский Национальный центр космических исследований.
В соответствии с рекомендацией, принятой во время встречи Л. И. Брежнева с Ж. Помпиду в январе 1973 года, относительно изучения возможности дальнейшего развития сотрудничества в области космоса, учёные СССР и Франции подготовили «Программу перспективных направлений сотрудничества в области исследования и использования космического пространства в мирных целях».
Был реализован ряд совместных проектов. В 1972 и 1975 годах на советских носителях серии Молния в качестве попутной нагрузки были выведены французские спутники МАС, предназначенные для технологических экспериментов в космосе.  В 1975 годус острова Кергелен, стартовали французские геофизические ракеты серии «Эридан» с советским научным оборудованием (исследования поведения пучков электронов в магнитном и гравитационном полях, а также плазме околоземного пространства, на высотах 150—200 км), советский носитель Космос-3М запущенный с космодрома Капустин Яр в 1977 году, вывел французский спутник «СНЕГ-3» (поиск гамма-всплесков). В 1971-1987 осуществлялся совместный проект АРКАД по изучению ионосферы и магнитосферы Земли. Ставились совместные эксперименты на спутниках Прогноз и АМС серий Марс и Венера. В 1984-1986 осуществлялось  сотрудничество в программе «Вега» (исследования Венеры и кометы Галлея).
В сентябре 1980 года в Звёздный городок из Парижа прибыли кандидаты в космонавты летчики Жан-Лу Кретьен и Патрик Бодри. Пройдя полный курс подготовки к орбитальным полетам, Кретьен 24 июня 1982 года стартовал на "Союз Т-6", став первым астронавтом Франции, и неделю работал на станции "Салют-7" в качестве исследователя. А 28 ноября 1988 года он повторил свой полёт (проводить его на Байконур приехал президент Франции Ф. Миттеран), без малого месяц астронавт трудился на орбитальной станции «Мир» и совершил шестичасовой выход в открытый космос.